# You Get What You Give
«You Get What You Give»—en español: Recibes lo que das— es una canción de New Radicals del álbum Maybe You've Been Brainwashed Too ("Quizá a ti también te han lavado el cerebro" o "Tal vez también te hayan lavado el cerebro" en español) del año 1998.
La banda es principalmente conocida por su sencillo "You Get What You Give" ("Recibes Lo Que Das") que llegó al número 5 en la lista de éxitos en U.K. y número 1 en España e Hispanoamérica de acuerdo a Topping25. La canción causó algún escándalo ya que en ella se acusa a los artistas
Beck, Hanson, Courtney Love, y Marilyn Manson de ser "falsos".

## Video musical
El video musical de You Get What You Give fue dirigido por Evan Bernard y filmado en Staten Island Mall, Nueva York. Gregg Alexander dijo que eligió esta opción porque ve al centro comercial como una metáfora de la sociedad: un ambiente controlado falso, diseñado para estimular el gasto. El video mostraba a un grupo de adolescentes liderados por Alexander, recorriendo el centro comercial causando estragos, lanzando redes a los guardias de seguridad, colocando a los empresarios en jaulas de animales, derribando mercancía, secuestrando Lambrettas y haciendo moshing en el patio de comidas.

## Lista de canciones
| - CD Sencillo Reino Unido 1. "You Get What You Give" – 4:42 2. "To Think I Thought" – 2:46 3. "Maybe You've Been Brainwashed Too" – 5:21 - Casete sencillo Reino Unido 1. "You Get What You Give" – 4:42 2. "Maybe You've Been Brainwashed Too" – 5:21 - CD Sencillo Europa 1. "You Get What You Give" – 4:42 2. "To Think I Thought" – 2:46 | - CD Sencillo Australia 1. "You Get What You Give" – 4:42 2. "To Think I Thought" – 2:46 3. "Maybe You've Been Brainwashed Too" – 5:21 4. "You Get What You Give" (album version) – 5:02 - CD Sencillo Japón 1. "You Get What You Give" – 4:08 2. "You Get What You Give" (album version) – 5:00 3. "Maybe You've Been Brainwashed Too" (album version) – 5:20 |

## Versiones en vivo
Dos grabaciones en vivo de "You Get What You Give" se lanzaron oficialmente:
- «You Get What You Give» (Live at WXPN's World Cafe) en Live at the World Cafe – Volume 8 (1999)
- «You Get What You Give» (Live at KBCO, 13 de septiembre de 1998) en KBCO Studio C – Volume 11 (1999)

También hay tres circulante de MP3:
- «You Get What You Give» (Live on The Tonight Show with Jay Leno) (1998)
- «You Get What You Give» (Live On Top Of The Pops) (1999)
- «You Get What You Give» (Live On TFI Friday) (1998)

## Posicionamiento en listas
| Listas (1998–1999)                           | Mejor posición |
| -------------------------------------------- | -------------- |
| Alemania (Offizielle Deutsche Charts)        | 21             |
| Australia (ARIA)                             | 13             |
| Austria (Ö3 Austria Top 40)                  | 33             |
| Bélgica (Flandes) (Ultratop 50)              | 42             |
| Bélgica (Valonia) (Ultratop 50)              | 36             |
| Canadá Top Singles (RPM)                     | 1              |
| España (Top 100 Canciones)                   | 6              |
| Estados Unidos (Billboard Hot 100)           | 36             |
| Estados Unidos (Billboard Alternative Songs) | 8              |
| Estados Unidos (Billboard Pop Songs)         | 14             |
| Estados Unidos (Billboard Adult Pop Songs)   | 11             |
| Francia (SNEP)                               | 57             |
| Irlanda (IRMA)                               | 4              |
| Italia (FIMI)                                | 10             |
| Nueva Zelanda (Recorded Music NZ)            | 1              |
| Noruega (VG-lista)                           | 15             |
| Países Bajos (Dutch Top 40)                  | 19             |
| Reino Unido (UK Singles Chart)               | 5              |
| Suecia (Sverigetopplistan)                   | 27             |
| Suiza (Schweizer Hitparade)                  | 18             |

## Apariciones en la cultura popular
La canción ha aparecido en las películas y series como: Dawson's Creek, Los Picapiedra en Viva Rock Vegas, Scooby-Doo 2: Monsters Unleashed, Surf's Up y Click.
También ha aparecido en los tráileres de las películas Un papá genial, Los Muppets y Bubble Boy
La canción fue usada en los anuncios publicitarios de Movistar en Latinoamérica entre ellas México, Argentina, Chile, Colombia, Ecuador, Perú y Venezuela, además de ser la introducción musical del programa chileno Sábado por la noche del canal MEGA.
La canción fue interpretada por el elenco de Glee en el final de la tercera temporada "Goodbye", su desempeño fue incluida en la banda sonora del álbum The Graduation Album.